# Золотий запас України
Золоти́й запа́с Украї́ни (англ. gold reserve of Ukraine, нім. Goldvorrat der Ukraine, Goldbestand der Ukraine) — складається з афінованого золота в злитках, є державною власністю і становить частину державних золото-валютних резервів України.
Створюється Національним банком України і є державною власністю.
Управління золотим запасом України здійснюється Національним банком України у межах повноважень, визначених законодавством України.
Золотий запас формується шляхом закупівлі афінованого золота в злитках у фізичних та юридичних осіб, резидентів та нерезидентів за рахунок коштів Національного банку України.
Золотий запас України зберігається у Державній скарбниці Національного банку України та на металевих рахунках, відкритих Національним банком України в центральних банках інших країн та комерційних банках, в тому числі в іноземних.
Національний банк України організовує діяльність Державної скарбниці України та щорічно інформує Президента України та Верховну Раду України про стан накопичення та використання золотого запасу. Україну можна вважати тільки імпортером банківських металів, тому що власних джерел поповнення практично немає. Це можна вважати чинником стабільного здорожчання золота, оскільки зараз вітчизняні ціни на цей метал повністю відповідають світовим.
Фактором, що негативно вплинув на українську економіку, став продаж Національним Банком України частини золотих запасів, що мотивувався оптимізацією структури міжнародних резервів. Одразу після цього національна валюта – гривня стрімко здешевшала, оскільки золота залишалось недостатньо для підкріплення фінансової системи. Станом на кінець 2016 року, дії Національного банку України спрямовуються на підтримку і можливість поповнення золотих запасів задля збереження і можливого здорожчання національної грошової одиниці.
Станом на 2019 рік Україна, за кількістю золота, займала 53-тє місце у світі. 